# Chiara Frontini
Chiara Frontini (Viterbo, 24 marzo 1989) è una politica italiana, sindaca di Viterbo dal 27 giugno 2022.

## Biografia
In gioventù ha militato in Alleanza Nazionale, ma fa il suo esordio in politica a Viterbo nel 2012, quando è nominata assessore per l'innovazione, rapporti con le istituzioni europee, politiche occupazionali, politiche energetiche e rapporti con l'università, nella giunta di centro-destra presieduta dal sindaco Giulio Marini.
Alle elezioni amministrative del 2013 è candidata alla carica di sindaco di Viterbo in rappresentanza della lista civica "Viterbo Venti Venti". Ottiene il 4,69% dei voti, riuscendo ad aggiudicarsi un seggio in consiglio comunale. Alle elezioni successive del 2018 è di nuovo candidata alla massima carica comunale e accede al ballottaggio contro Giovanni Maria Arena (candidato di Forza Italia), il quale tuttavia riesce ad avere la meglio vincendo con il 51,09% dei voti e una differenza di sole 530 schede. Da giugno 2018 a dicembre 2021 Frontini è consigliere comunale di opposizione.

### Sindaca di Viterbo
In occasione delle elezioni amministrative del 2022, annuncia la sua terza candidatura a sindaco, ancora una volta per una coalizione di liste civiche tra cui "Viterbo Venti Venti". Il 12 giugno 2022, al primo turno, ottiene il 32,82% dei voti e accede al ballottaggio del 26 giugno contro la candidata del centro-sinistra Alessandra Troncarelli. È eletta sindaca con il 64,92% dei voti, diventando la prima donna a guidare il comune di Viterbo.